# JerryC
JerryC — 張逸帆 en xinès tradicional, també conegut amb el nom de Jerry Chang— (31 d'agost de 1981) és un guitarrista i compositor taiwanès.
Se'l coneix sobretot pel seu "Canon Rock", una versió rock del cànon de Pachelbel en re. Va començar a tocar la guitarra als disset anys i el piano abans dels quinze. La seva música rep influències de la música clàssica, neoclàssica i les algunes bandes simfòniques de heavy metal americanes con per exemple Savatage.
El seu treball més popular, Canon Rock, va esdevenir un gran èxit a Internet després que el guitarrista sud coreà Jeong-Hyun Lim en toqués una versió l'any 2005. La cançó ha generat molta atenció en pàgines com Youtube, i JerryC ha aparegut als diaris i televisions (entre altres mitjans) no només taiwanesos. El vídeo es pot trobar i descarregar en la seva pàgina web oficial així com molts altres treballs d'aquest jove músic.